# Cynolebias microphthalmus
 Cynolebias microphthalmus és un peix de la família dels rivúlids i de l'ordre dels ciprinodontiformes.

## Morfologia
Els mascles poden assolir els 12 cm de longitud total i les femelles els 5,02.

## Distribució geogràfica
Es troba a Sud-amèrica: Brasil.